# 圆球杓蛤
圆球杓蛤（学名：Cuspidaria convexa），是笋螂目杓蛤科杓蛤属的一种。主要分布于台湾，常栖息在深海。